# Eremias lineolata
Eremias lineolata là một loài thằn lằn trong họ Lacertidae. Loài này được Nikolsky mô tả khoa học đầu tiên năm 1897.

## Hình ảnh

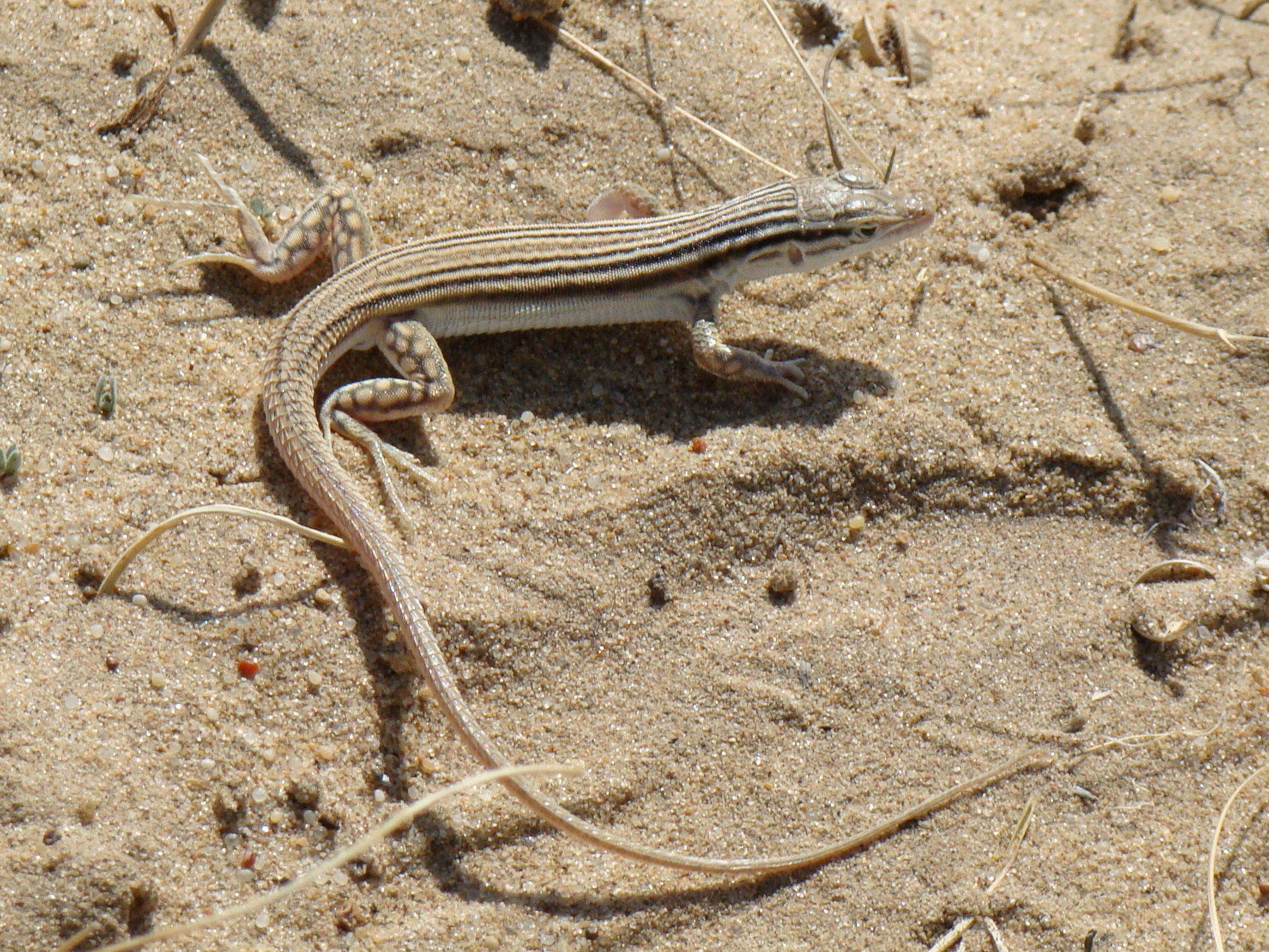
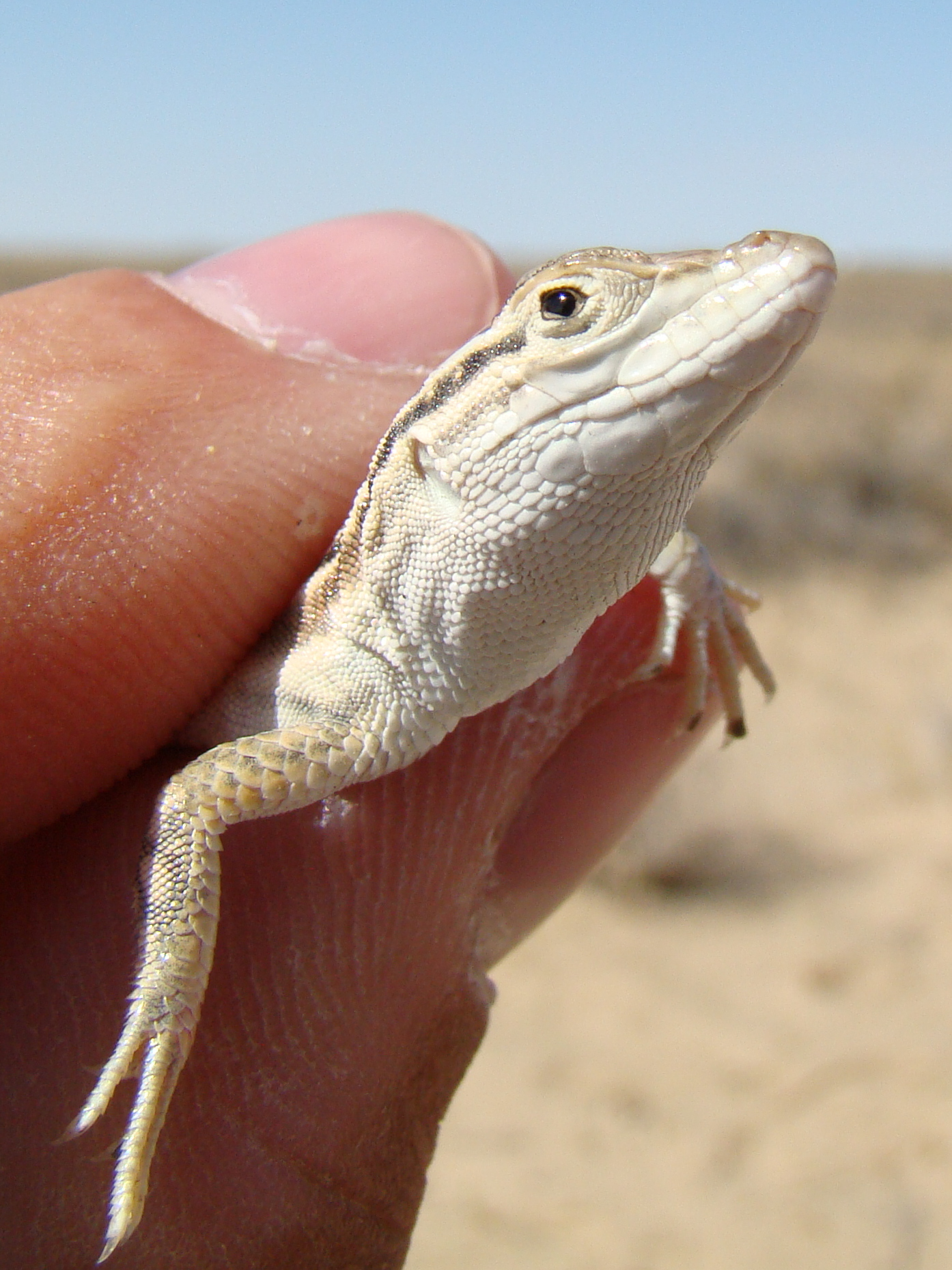
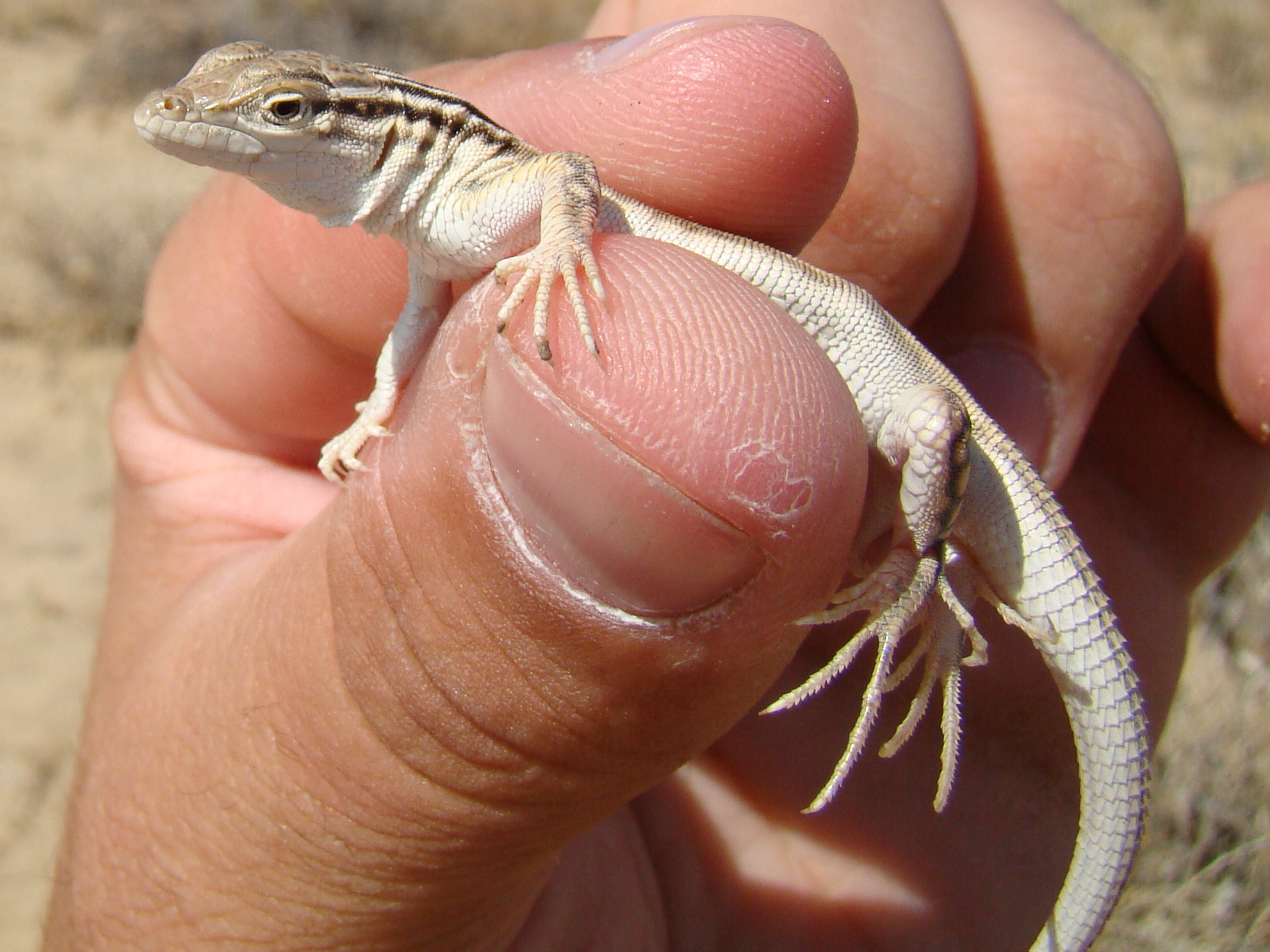
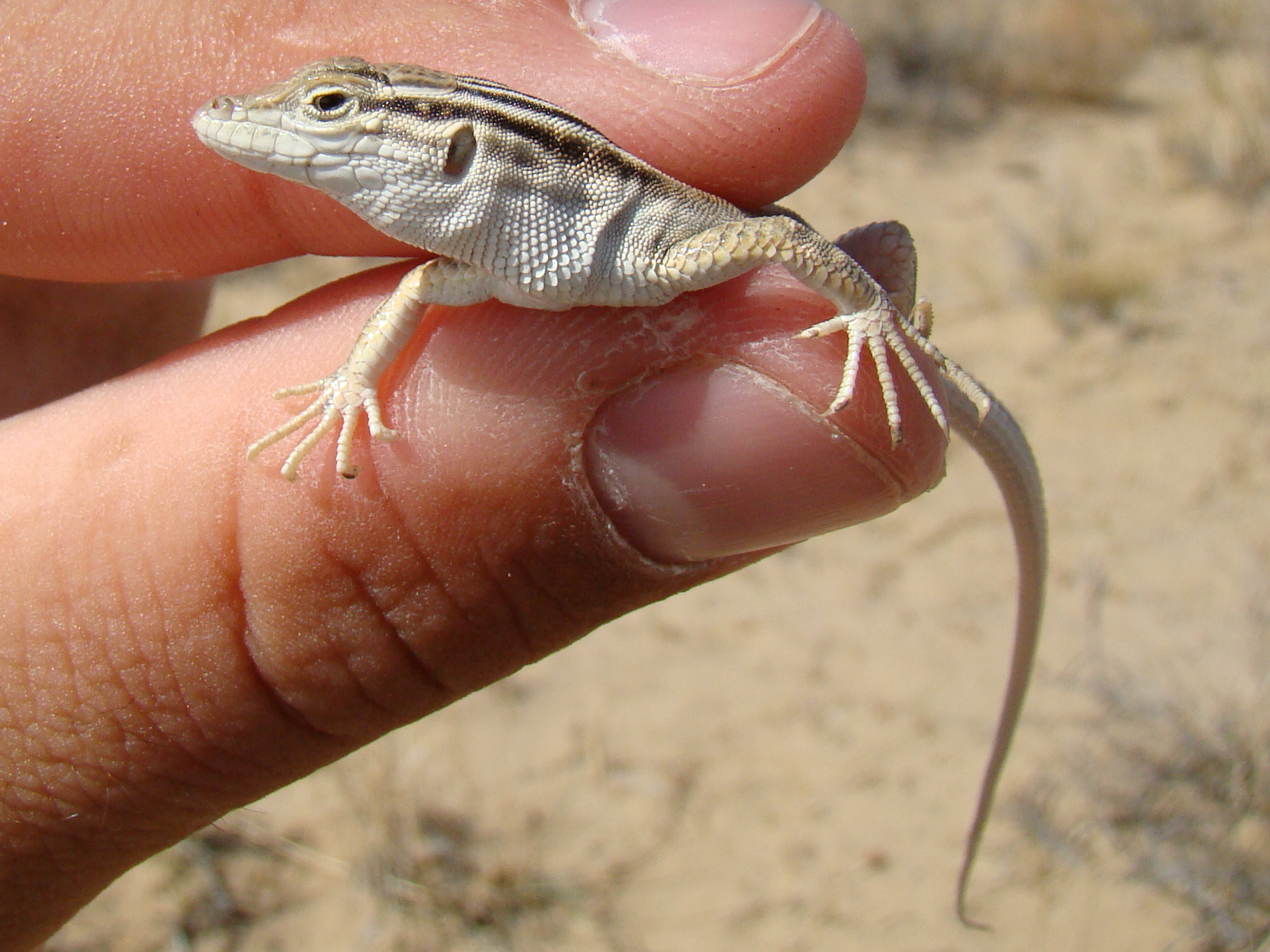